# Festes del País Valencià
Les Festes del País Valencià són les festivitats celebrades arreu del territori valencià.
La festa més celebrada a tot el territori és Sant Antoni del Porquet, o Sant Antoni Abat, o Santantonà, amb vora 400 celebracions. L'abandonament de la societat tradicional ha fet que algunes d'estes celebracions caiguen en desús, però també l'aparició de noves festes de caràcter urbà com les Falles, la Gran Fira de València o les Fogueres de Sant Joan d'Alacant.
A l'hivern hi trobem les celebracions de l'any litúrgic, que són celebracions de caràcter religiós que comencen amb el Nadal, amb una prèvia amb els quatre diumenges d'advent i finalitzen amb les cavalcades de Reixos.